# Federazione cestistica della Croazia
La Hrvatski Košarkaški Savez (acronimo HKS) è l'ente che controlla e organizza la pallacanestro in Croazia.
La federazione controlla inoltre la nazionale maschile e femminile. Ha sede a Zagabria e l'attuale presidente è Danko Radic.
È affiliata alla FIBA dal 1992 e organizza il campionato croato di pallacanestro.